# 土默川平原

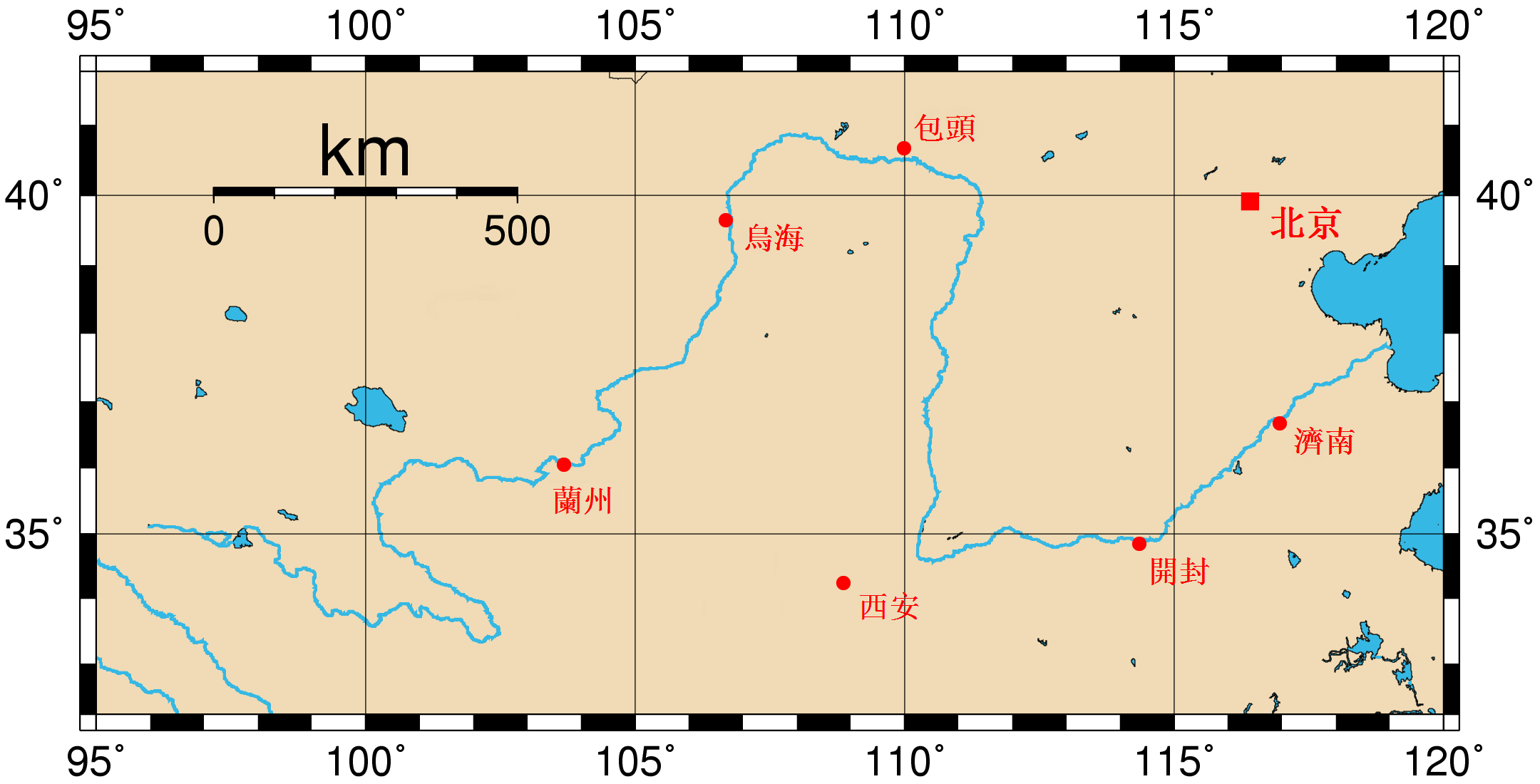
黃河流域地圖，土默川即其最北端的東北部

土默川平原，即呼和浩特平原，为河套平原的东部，因明清时代为蒙古族土默特部居住地而得名，又称前套平原。秦汉以前称云中川，北魏称敕勒川，隋唐时期称白道川，因辽代丰州位于此地，故又称丰州滩。西起包头市郊区东乌不拉沟口，东至蛮汉山（凉城县蛮汉镇境内），北靠大青山，南臨黄河。 地势北高南低，平均海拔约1050公尺。境内有大黑河、小黑河、枪盘河及哈素海等湖泊，水源充足，到明代还有10围以上的大树。总面积约1万平方公里，係由黄河及其支流大黑河冲积而成，明末漢族移居此地後成為農業區，盛产小麦、玉米。